# Hanne Staff

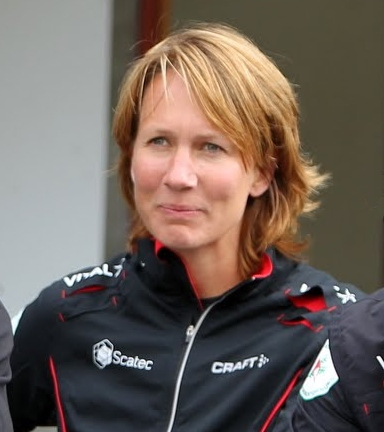
Hanne Staff

Hanne Staff (* 3. Februar 1972 in Norwegen) ist eine ehemalige erfolgreiche norwegische Orientierungsläuferin für den norwegischen Verein Bækkelagets SK.
Hanne Staff ist vierfache Weltmeisterin und Europameisterin im Orientierungslauf und konnte in ihrer Karriere insgesamt 12 Medaillen bei Weltmeisterschaften, 6 Medaillen bei Europameisterschaften und zwei Medaillen bei den World Games erlaufen. Außerdem wurde sie Gesamt-Weltcupsiegerin in den Jahren 1998 und 2000 und holte sich insgesamt 16 Podestplätze bei Weltcupläufen.
Am Ende der Saison 2004 beendete sie ihre Karriere im internationalen Spitzensport, nachdem sie im selben Jahr WM-Gold über die Mitteldistanz gewonnen hatte.

## Wichtige Erfolge
Orientierungslauf-Weltmeisterschaften
- Gold, Middle Distance, 2004 Schweden
- Gold, Short Distance, 2001 Finnland
- Gold, Staffel, 1999 Großbritannien
- Gold, Classic Distance, 1997 Norwegen
- Silber, Long Distance, 2004 Schweden
- Silber, Middle Distance, 2003 Schweiz
- Silber, Classic Distance, 1999 Großbritannien
- Silber, Staffel, 1997 Norwegen
- Bronze, Staffel, 2004 Schweden
- Bronze, Staffel, 2003 Schweiz
- Bronze, Staffel, 2001 Finnland
- Bronze, Short Distance, 1997 Norwegen

Orientierungslauf-Europameisterschaften
- Gold, Middle Distance, 2004 Dänemark
- Gold, Relay Event, 2002 Ungarn
- Gold, Classic Distance, 2000 Ukraine
- Gold, Staffel, 2000 Ukraine
- Silber, Staffel, 2004 Dänemark
- Silber, Classic Distance, 2002 Ungarn

Orientierungslauf-Weltcup
- Erste, Gesamtweltcup 2000
- Erste, Gesamtweltcup 1998
- Dritte, Gesamtweltcup 2002
- Dritte, Gesamtweltcup 1996
- Gold, Short Distance, 2000 Australien
- Gold, Classic Distance, 1998 Irland
- Gold, Classic Distance, 1998 Polen
- Gold, Classic Distance, 1998 Estland
- Gold, Classic Distance, 1998 Finnland
- Gold, Classic Distance, 1996 Litauen
- Silber, Long Distance, 2002 Schweiz
- Silber, Long Distance, 2002 Schweden
- Silber, Long Distance, 2002 Ungarn
- Silber, Short Distance, 1996 Schweden
- Bronze, Long Distance, 2002 Belgien
- Bronze, Sprint Distance, 2002 Schweiz
- Bronze, Long Distance, 2002 Norwegen
- Bronze, Long Distance, 2002 Tschechische Republik
- Bronze, Short Distance, 2000 Finnland
- Bronze, Long Distance, 2000 Portugal

World Games
- Gold, Short Distance, 2001 in Japan
- Gold, Staffel, 2001 in Japan

| Personendaten    | Personendaten                     |
| ---------------- | --------------------------------- |
| NAME             | Staff, Hanne                      |
| KURZBESCHREIBUNG | norwegische Orientierungsläuferin |
| GEBURTSDATUM     | 3. Februar 1972                   |
| GEBURTSORT       | Norwegen                          |